# Per Teodor Cleve
Pour les articles homonymes, voir Cleve.
Per Teodor Cleve (Stockholm 10 février 1840 - Uppsala 18 juin 1905) est un chimiste, géologue-minéralogiste, biologiste et océanographe suédois.
En tant que chimiste il découvre les éléments chimiques holmium et thulium en 1879.
En tant que biologiste il étudie principalement les algues d'eau douce, les diatomées et le plancton.
En tant qu'océanographe Cleve participa à une expédition suédoise au Spitzberg en 1898, au cours de laquelle il découvre un certain nombre d'espèces de radiolaires de l'ordre des spumellariens et des nassellariens ainsi que des protozoaires amiboïdes du groupe des phéodariens (en).

## Biographie
Après des études au Gymnasium de Stockholm, il s'inscrit à l'université d'Uppsala en mai 1858.
Cleve est le grand-père maternel de Ulf von Euler, physiologiste et pharmacologiste lauréat du Prix Nobel.

## Carrière scientifique
Il reçoit son doctorat en 1863 à Uppsala. Après un travail dans cette université et divers voyages en Europe et en Amérique du Nord; il devient professeur de chimie agricole et générale à Uppsala en 1874.
Il encadre une partie des études de Svante August Arrhenius, mais ne semble pas avoir compris la valeur de son travail, qui vaudra pourtant à cet étudiant un prix Nobel de chimie (le premier en Suède).

## Découvertes
Cleve découvre les éléments chimiques holmium et thulium en 1879 qu'il sépare d'avec l'erbium. En 1874, il aboutit à la conclusion que le didyme est en fait formé de deux éléments : le néodyme et le praséodyme.

## Récompenses
Il reçoit la médaille Davy de la Royal Society en 1894.